# クイックシルバー (ブランド)

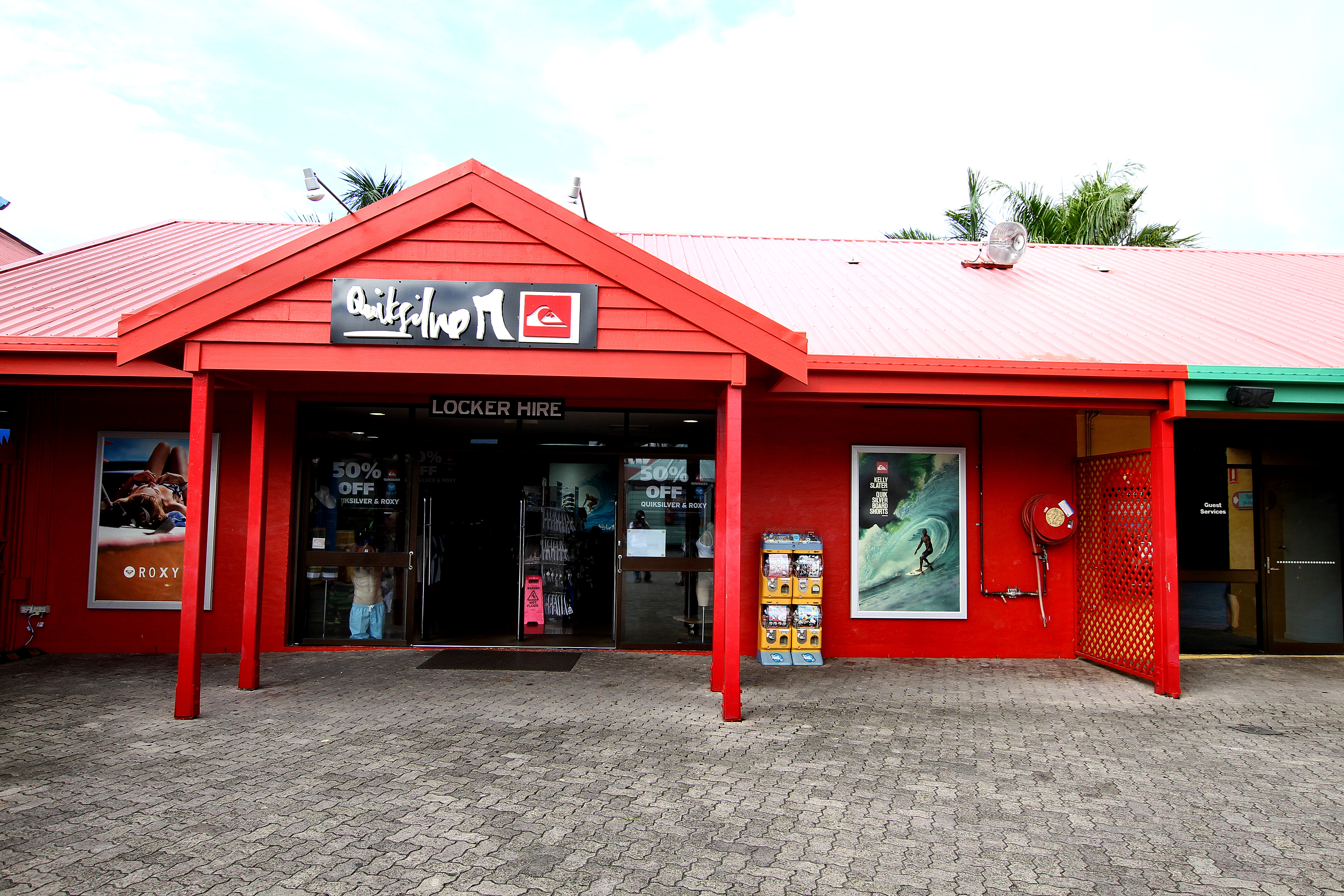
オーストラリア店

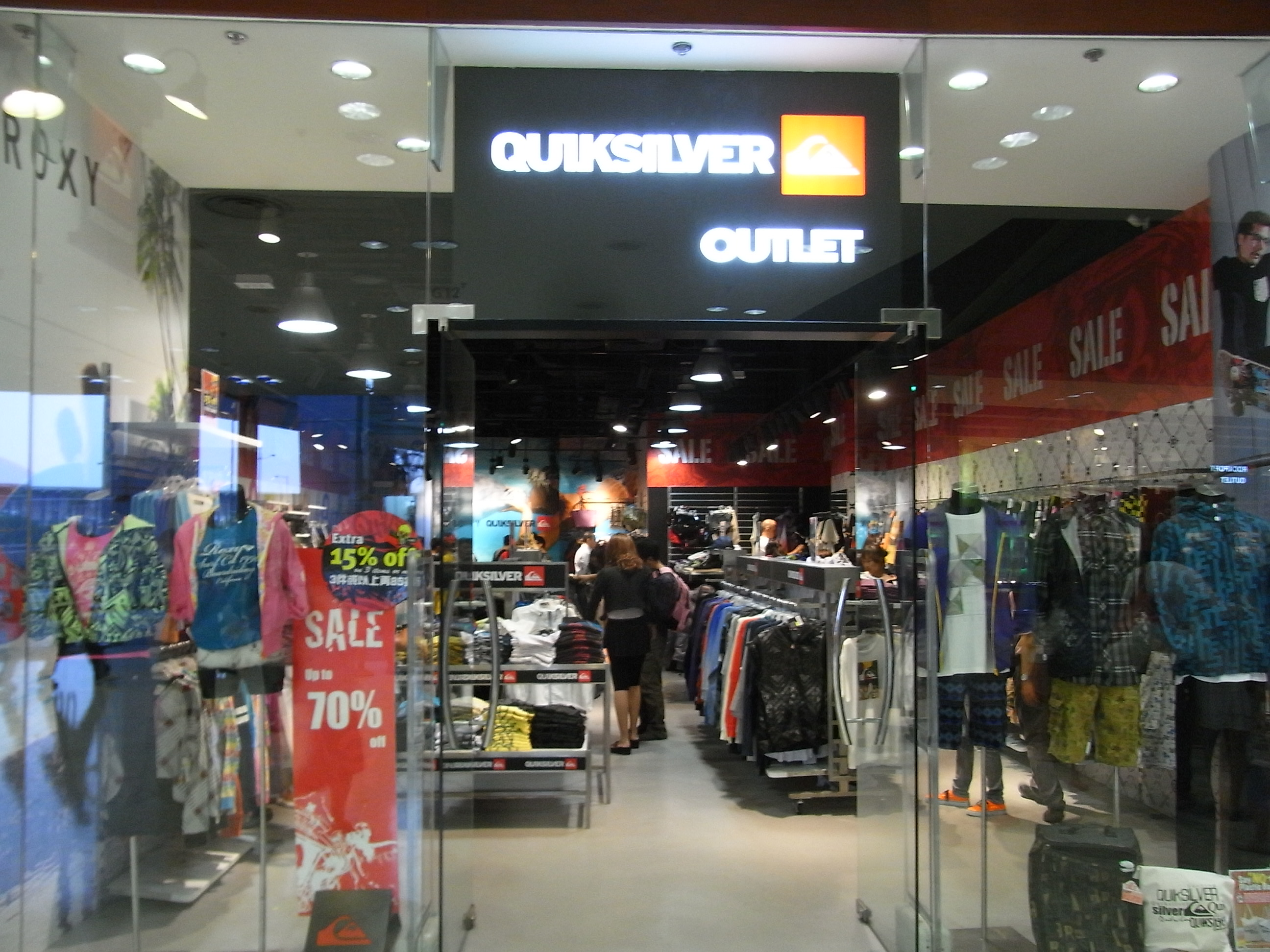
香港アウトレット店

クイックシルバーは、アメリカ合衆国・カリフォルニア州のハンティントンビーチに本拠地があるサーフィンおよびスノーボードブランド。

## 概要
創立は1970年で、オーストラリアのビクトリア州ベル海岸にて、アラン・グリーンとジョン・ロウがサーフィンのためのボードショーツを世にだし、ボードライディングカンパニーとしてスタートさせた。ロゴマークは葛飾北斎の富士山と波（富嶽三十六景 神奈川沖浪裏）をモチーフにしたもの。
また、創立者の一人の娘の名前にちなんだロキシーというブランドもあり、若い女性向けのアパレルを販売している。ロゴマークはハートをモチーフとしており、クイックシルバーのロゴを向かい合わせに並べた形になっている。他にDCシューズなどのブランドも傘下に抱えている。
2015年9月、連邦倒産法第11章に基づく破産申請を行った。その後投資ファンドのオークツリー・キャピタル・マネジメントの支援を得て再建を果たし、2017年3月には社名を「ボードライダーズ（Boardriders, Inc.）」に変更した。2023年、オーセンティック・ブランズ・グループがボードライダーズを買収したため、同社傘下の一ブランドとなっている。
クイックシルバーはアジア、オセアニア、ヨーロッパ、北米、南米などに約150店ほどの店を出しており、別にロキシーの店舗も構えている。日本では旗艦店でクイックシルバーにおいて世界最大級の店舗である原宿（新店舗完成のため渋谷は2008年11月30日をもって閉店）をはじめとした直営店のほか、全国各地のアウトレットモールにも出店している。

## スポーツ選手のサポート
プロおよびアマチュアサーファー、スノーボーダー、スキーヤー、スケーターをサポートしている。サーファーではワールドタイトルを11回も獲得したケリー・スレーター、大野修聖、林健太、スノーボーダーではトラビス・ライス、マシュー・クレペル、石川敦士が活躍している。

### サーフィン
- Lisa Andersen - 4X世界王者
- Sofía Mulánovich - ASP2004世界王者
- Sally Fitzgibbons - ISA2007、ASP2007ジュニア世界選手権王者。ASPワールドツアー最年少出場記録を持つ
- Jen Smith - 2007、2009年ロングボード世界王者
- Kelia Moniz - ギジェット・プロ・ワイキキ金メダリスト
- Lee Ann Curren - ASP女子ロングボード銅メダリスト
- Bruna Schmitz - エリート・ワールドツアー2009-2010
- Rosy Hodge - 2007-2010ASPワールドツアー; 9X南アフリカ王者
- Monyca Bryne-Wickey
- Kassia Meador - ASP女子ロングボード銅メダリスト

### スノーボード
- Torah Bright - スノーボード競技オリンピック出場選手; 2007世界王者; 2007Xゲームズ・スーパーライド金メダリスト、バンクーバーオリンピック金メダリスト
- Sarah Burke - 2X Xゲームズフリースキー・スーパーパイプ金メダリスト
- Brita Sigourney - Xゲームズ2013、U.S.プロフリースキーヤー
- Kjersti Buaas - スノーボード競技オリンピック出場選手
- Erin Comstock - スノーボードフィルム
- Lisa Wiik - ヨーロッパ・オープン・スロープスタイル金メダリスト
- Robin Van Gyn - スノーボードフィルム、インストラクター
- Ty Walker - USASAナショナルズ・ガールズ・オープンクラス・ディヴィジョン2011金メダリスト; ロキシー・チキン・ジャム- パウダー・ジャム2011金メダリスト、ヨーロッパ・オープン・ジュニアジャム2011, 2010, 2009金メダリスト

### セーリング
- Samantha Davies - 2008年 第6回ヴァンデ・グローブ世界一周ヨットレース参加